# Успенская церковь (Иркутск, утрачена)
Успе́нская це́рковь (также Це́рковь Успе́ния Пресвято́й Богоро́дицы) — ныне утраченный православный храм, который был расположен в Иркутске на Успенской площади (ныне площадь Декабристов).
Строительство церкви было начато 25 мая (6 июня) 1835 года. Строилась она на средства иркутского купца П. Ф. Медведникова и его сына Алексея. В 1847 году все строительные работы были завершены.
В 1930 году Успенская церковь была закрыта, а в следующем году взорвана. Вплоть до начала 1950-х на её месте высились обломки, пока там не был разбит сквер.
Успенская церковь была построена в стиле зрелого классицизма и выделялась профессионализмом.

## История
24 апреля (6 мая) 1835 года на современном месте площади Декабристов, находившемся на окраине города напротив казарм Иркутской казачьей сотни, иркутский губернский архитектор А. В. Васильев освидетельствовал место под строительство церкви во имя Успения Пресвятой Богородицы, автором проекта которой которой он же и являлся. 25 мая (6 июня) началась копка рвов под её фундамент. Строительство осуществлялось на средства иркутского купца 1-й гильдии П. Ф. Медведникова и его сына Алексея. Руководил строительством мастер Пётр Степанович Ивельский.
25 апреля (7 мая) (по другим данным, 24 [6 мая]) 1836 года к уже построенному фундаменту церкви отправился крестный ход. В нём участвовали архимандрит Никодим и прочее духовенство. На место постройки в карете прибыл Иркутский и Нерчинский епископ Иннокентий (Александров), присутствовал при молебствии, которое отправлял Никодим, затем, по его окончании, положил первый кирпич в основание церкви. В 1845 году около ещё строящейся церкви была высажена роща. 2 (14) февраля 1846 года были освящены два тёплых придела: первый во имя святого Николая Чудотворца — за раннею обедней протоиереем Владимирской церкви Иоанном Тихомировым, второй во имя Рождества Христова — за позднею обедней Нилом, епископом Иркутским, Нерчинским и Якутским. При освящении храма были сенатор, ревизовавший Восточную Сибирь, И. Н. Толстой и гражданский губернатор А. В. Пятницкий при стечении множества людей всех сословий. В 1847 году все строительные работы были завершены, и 21 сентября (3 октября) прошло освящение трёх холодных приделов: главного во имя Успения Божией Матери епископом Нилом и боковых во имя Вознесения Господня Иоанном Тихомировым и во имя великомученика Прокопия благочинным, протоиереем Прокопьевской церкви Алексеем Шергиным.
24 декабря 1917 года (6 января 1918 года) у Успенской церкви в братской могиле были захоронены 11 погибших в ходе Декабрьских боёв 1917 года в Иркутске. Перезахоронения не осуществлялись.
5 ноября 1920 года по распоряжению заседания исполкома Иркутского городского Совета рабочих и красных депутатов Успенская площадь была переименована в площадь Декабристов.
В 1930 году Успенская церковь была закрыта, а в следующем году взорвана. Вплоть до начала 1950-х на её месте высились обломки, пока там не был разбит сквер.

## Архитектура
Церковь была построена в стиле зрелого классицизма и выделялась среди провинциальных построек профессионализмом. Массивное четвериковое основание храма завершалось широким световым круглым барабаном, несущим сферический купол. Над углами четверика располагались ещё четыре небольшие главки. Колокольня была увенчана шпилем и имела ярусы различной формы: четвериковый в основании, восьмериковый в средней части и стройный цилиндрический с аттиком в завершении. Непосредственно под куполом находился круглый низкий ярус резонатора. Фасадам церкви присуща строгая торжественность классицизма. Целостному восприятию здания способствовали развитые горизонтальные членения в виде аттиковых поясов, завершающих все ярусы колокольни и храма. Единственным украшением гладких стен основания были надоконные полуциркульные ниши. Общие размеры постройки были следующие: длина — 24 сажени (51,1 м), ширина — 14 саженей (29,8 м), высота храма с куполом — 16 саженей (34,1 м), высота колокольни — 24 сажени (51,1 м).